# William James

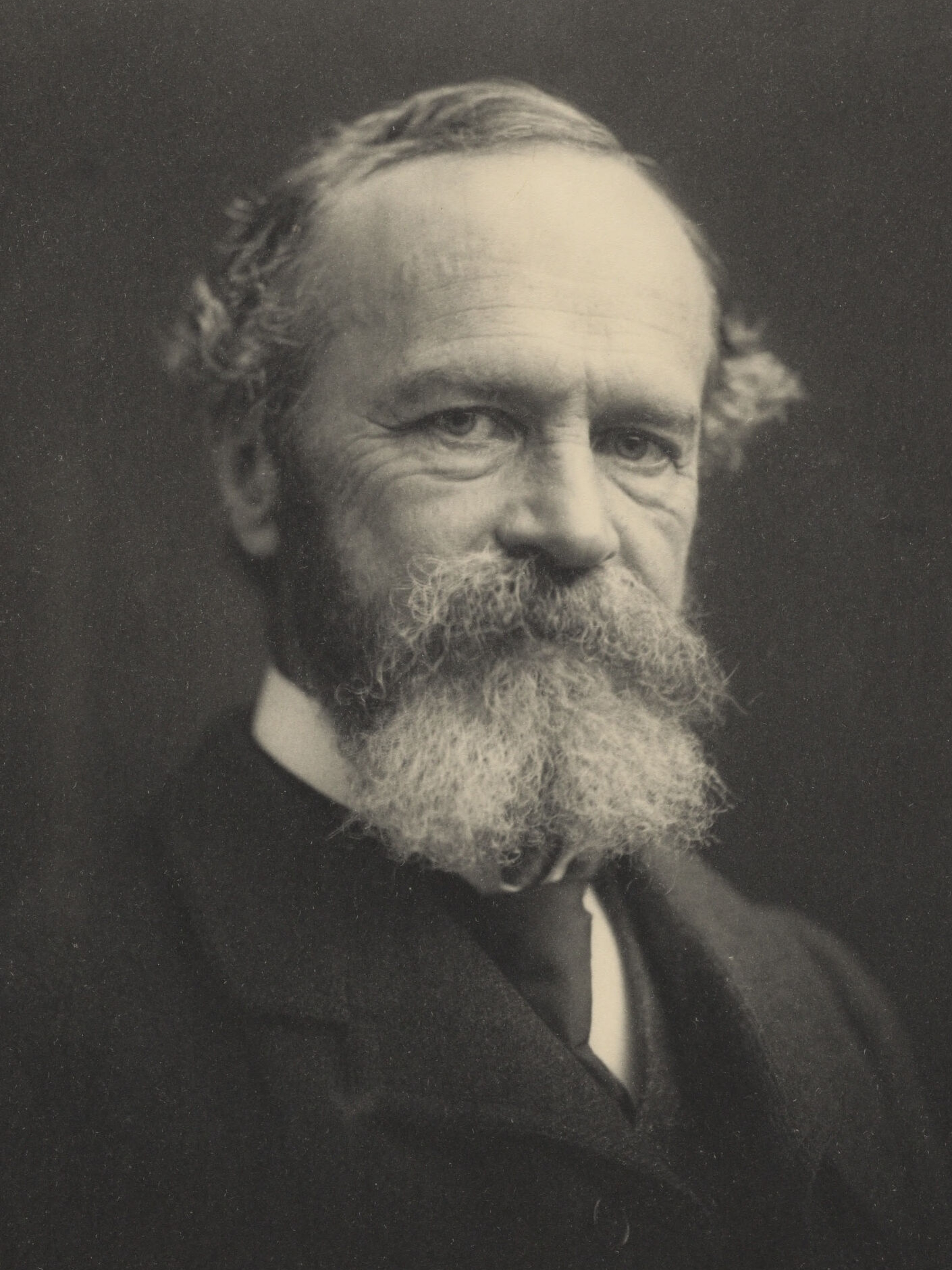
William James(1903),
Notman Studios, Houghton Library

William James (New York, 11 januari 1842 – Chocorua, 26 augustus 1910) was een Amerikaanse filosoof en psycholoog. Hij was degene die de moderne Europese psychologie naar de Verenigde Staten bracht. Hij wordt beschouwd als een van de belangrijkste personen in de geschiedenis van de Amerikaanse psychologie. Als filosoof wordt hij in de traditie geplaatst van het pragmatisme, als een der hoofdpersonen naast C. S. Peirce en John Dewey.
William was de zoon van Henry James sr. en de oudere broer van de bekende Amerikaanse schrijver Henry James.

## Psychologie
James had als psycholoog grotere belangstelling voor het procesmatige dan het inhoudelijke van het bewustzijn en was eerder functionalistisch dan structuralistisch, zoals zijn collega Wilhelm Wundt bij uitstek was. Hoewel hij er wel voor ijverde de kloof tussen deze beide te dichten.
James legde zelf in zijn psychologische leerstellingen de nadruk op het belang van gewoontevorming en automatisme, en de fysiologische basis van gewoontevorming en emoties. Gewoontes zouden als het ware een netwerk van paden in de geest uitslijten, de hersenen conditioneren en energie in automatische reactiepatronen dwingen. Dit idee, dat overigens niet geheel nieuw was, werd zeer populair. En hoewel Karl Lashley zo'n veertig jaar later aantoonde dat hiervoor fysiologisch geen aanwijzingen zijn, bleef het voortleven.
James draaide om zo te zeggen de actie-reactieketen om. Hij kwam bijvoorbeeld ook met de idee van door reacties voortgebrachte prikkels, wat hij evenals gewoontevorming als een fysiologisch, organisch proces in de hersenen zag. Later namen Clark Hull, E. R. Guthrie en Charles Osgood de reactie-prikkelgedachte over.
Twee andere theorieën waardoor James bekend werd liggen op het terrein van emoties en van bewustzijnsstromen.

### Emotie
James ging ervan uit dat lichamelijke verandering gelijk staat aan emotie. Elke lichamelijke verandering stelt een emotie voor (Je bent bang, omdat je hart sneller gaat kloppen). Daarin verschillen emoties van elkaar.
Evenals Darwin geloofde hij dat emoties een evolutionaire functie hebben en dienen om het organisme klaar te maken voor een vechten-of-vluchten-reactie (fight or flight). De expressie van emotie heeft niet tot doel te communiceren, maar is ontstaan uit een associatie van bepaald gedrag met een bepaalde emotie: denk bijvoorbeeld aan het gevoel walging waarbij je je tong uit je mond steekt en "bah" roept. Dit zou de mens vroeger alleen bij voedsel gedaan hebben om het uit te spugen.
James trok uit zijn theorie diverse conclusies, waaronder het idee genaamd de The Gospel of Relaxation, ook wel bekend tegenwoordig onder de facial feedback hypothese. Het idee is: voel je je sip, maar wil je blij zijn, gedraag je dan vrolijk (en in het geval van de facial feedback hypothese: glimlach). Emotie is immers niets meer dan een set veranderingen van het lichaam! Dit sluit aan bij de volkswijsheid dat kleren de man maken: uiterlijke veranderingen creëren innerlijke besluiten tot gedragsverandering en gewoontevorming, hetzij in positieve, hetzij in negatieve zin.
Ondanks zijn zwakke gezondheid produceerde hij een indrukwekkend aantal boeken en artikelen. Hij had een vlotte pen, las graag en veel en werd graag gelezen.
Zijn belangrijkste en invloedrijkste werk op het gebied van de psychologie is The Principles of Psychology (2 delen), dat in 1890 uitkwam.

## Filosofie

### Pragmatisme
Het pragmatisme als filosofische stroming ontstond in de Verenigde Staten rond het jaar 1870. Zijn standpunten zijn sterk bepaald door de leden, van The Metaphysical Club waar naast James ook Charles Sanders Peirce, Chauncey Wright lid waren. Hiernaast zijn John Dewey en George Herbert Mead ook belangrijke pragmatisten. De eerste keer dat de term gedrukt voorkwam was in 1898 door William James zelf. Hij schreef het aan Peirce toe die de term zou bedacht hebben rond de jaren 1870. Hij schreef:
I will seek to define with you what seems to be the most likely direction in which to start upon the trail of truth. Years ago this direction was given to me by an American philosopher whose home is in the East, and whose published works, few as they are scattered in periodicals, are no fit expression of his powers. I refer to Mr. Charles S. Peirce, with whose very existence as a philosopher I dare say many of you are unacquainted. he is one of the most original of contemporary thinkers, and the principle of practicalism - or pragmatism, as he called it, when I first heard him enunciate it at Cambridge in the early 70's - is the clue or compass by following which I find myself more and more confirmed in believing we may keep our feet upon the proper trail.
Het pragmatisme is een wetenschappelijke en filosofische stroming die erdoor gekenmerkt wordt door de focus op het verbinden van de praktijk met de theorie. Een ander typisch kenmerk is dat ze stelt dat de waarheid van een theorie of een wet daarin bestaat dat ze bevestigd wordt in de praktijk (verificationisme). In het pragmatisme wordt de mens als handelend wezen in het centrum gezet en waarbij handelen en denken in dienst staan van het oplossen van praktische problemen. Verdere kenmerken van het pragmatisme zijn een functionalistische en consequentialistische inslag. James zelf legde vooral de nadruk op het empirisch karakter en ook de individuele ervaring, veel minder op het sociale karakter, zoals Peirce of Dewey dat deden.

### Epistemologie
James definieerde ware overtuigingen als overtuigingen die hun nut hebben aangetoond voor diegene die ervan overtuigd is. Zijn pragmatische theorie omtrent waarheid was een synthese tussen enerzijds de correspondentietheorie en de coherentietheorie van de waarheid, met een extra dimensie. Waarheid is verifieerbaar in zoverre dat de gedachten en de uitspraken corresponderen met de werkelijke dingen, als wel voor zover ze "samenhangen" of coherentie vertonen, zoals puzzelstukjes in elkaar passen; deze worden op hun beurt geverifieerd door de observeerbare resultaten van de toepassing van een idee in de praktijk. Daarnaast schreef James ook:
"The most ancient parts of truth . . . also once were plastic. They also were called true for human reasons. They also mediated between still earlier truths and what in those days were novel observations. Purely objective truth, truth in whose establishment the function of giving human satisfaction in marrying previous parts of experience with newer parts played no role whatsoever, is nowhere to be found. The reasons why we call things true is the reason why they are true, for 'to be true' means only to perform this marriage-function."
James hing een wereldbeeld aan in de lijn van het pragmatisme, en was dus van mening dat de waarde van elke waarheid afhankelijk is van haar nut voor de persoon die deze overtuiging had. Daarnaast was hij er ook van overtuigd dat het lappendeken van uiteenlopende ervaringen enkel adequaat kan begrepen worden door gebruik te maken van wat hij "radicaal empirisme' (radical empiricism) noemde. Radicaal empirisme - niet noodzakelijk gerelateerd met het traditioneel wetenschappelijk empirisme - stelt dat men geen objectieve analyse van de wereld kan uitvoeren zonder, door simpelweg de observatie zelf, de uitkomst van het empirische onderzoek naar waarheid al beïnvloedt omdat enerzijds de geest en haar ervaring en anderzijds de wereld onafscheidbaar zijn. De nadruk die James legt op de diversiteit als basis voor het menselijke bestaan heeft nog steeds een sterke invloed op de Amerikaanse cultuur, voornamelijk in liberale kringen (zoals bijvoorbeeld Richard Rorty). James' beschrijving van de geest-wereld-relatie, die hij o.a. beschrijft met de bekende woorden als een Stream of consciousness, had ook haar invloed op de avant-garde en modernistische literatuur en kunst.
In What Pragmatism Means, schrijft James dat het centrale stelling van zijn eigen doctrine over waarheid erop neerkomt dat "Truths emerge from facts, but they dip forward into facts again and add to them; which facts again create or reveal new truth (the word is indifferent) and so on indefinitely. The 'facts' themselves meanwhile are not true. They simply are. Truth is the function of the beliefs that start and terminate among them." De hedendaagse pragmatist Richard Rorty beweert dat James' niet van mening was op basis van deze uitspraak een theorie van waarheid uit te bouwen, en dat we deze uitspraak dus ook niet in dat licht moeten zien. Andere pragmatisten, echter, zoals Susan Haack en Howard Mounce delen deze instrumentalistische interpretatie van James' woorden niet.
In The Meaning of Truth, spreekt James dan eerder weer in relativistische termen over waarheid: "The critic's [sc., the critic of pragmatism] trouble...seems to come from his taking the word 'true' irrelatively, whereas the pragmatist always means 'true for him who experiences the workings.' " James reageerde echter al snel en vurig op critici die hem van relativisme, scepticisme en agnosticisme beschuldigden. Hij zou net een epistemologisch realisme verdedigen.

### Godsdienstfilosofie
James heeft ook belangrijk werk verricht op het terrein van de godsdienstwijsbegeerte. In Will to believe, and Other Essays in Popular Philosophy (1897) stelde James dat het bewijs voor de waarheid van eender welke stelling afhangt van de aanvaarding van deze stelling op voorhand zonder enig bewijs. Zo argumenteert James bijvoorbeeld dat het rationeel is om te geloven in iemands eigen capaciteit om iets te doen dat net zelfvertrouwen nodig heeft. James pleit ervoor dat dit ook geldt in het geval van wetenschappelijk onderzoek. Dit geldt ook bij het geval van een religieus geloof, dat ook rationeel kan zijn, zelfs bij gebrek aan bewijs dat de waarheid van het geloof zou aantonen.
In zijn boek The Varieties of Religious Experience uit 1902 (Vormen van religieuze beleving, Abraxas 2003) geeft hij een breed overzicht van de religieuze ervaringen. Hij interpreteert deze volgens zijn pragmatische inzichten. In dit verband stelt hij dat de religieuze beleving het belangrijkste onderwerp bij het bestuderen van religie moet zijn, in plaats van het bestuderen van godsdienstige instituten. De instituten zijn slechts het residu van de beleving. Psychologen zouden juist de meest intense, zelfs pathologische varianten van ervaring (religieus of in andere zin) moeten onderzoeken. Deze ervaringen zijn zoiets als een microscoop van de geest. Zij laten ons in sterk uitvergrote vorm het normale proces der dingen zien.
Hoewel James weinig ophad met geïnstitutionaliseerde religie, was hij van mening dat het hebben van een religieuze notie mensen in staat stelt een beter en vollediger leven te leiden.

### Eigen publicaties
- The Principles of Psychology, 2 vols. (1890) Dover Publications 1950, vol. 1: ISBN 0-486-20381-6, vol. 2: ISBN 0-486-20382-4
- Psychology (Briefer Course) (1892) University of Notre Dame Press 1985: ISBN 0-268-01557-0, Dover Publications 2001: ISBN 0-486-41604-6
- Will to believe, and Other Essays in Popular Philosophy (1897)
- Human Immortality: Two Supposed Objections to the Doctrine (the Ingersoll Lecture, 1897)
  - The Will to Believe, Human Immortality (1956) Dover Publications, ISBN 0-486-20291-7
- Talks to Teachers on Psychology: and to Students on Some of Life's Ideals (1899), Dover Publications 2001: ISBN 0-486-41964-9, IndyPublish.com 2005: ISBN 1-4219-5806-6
- The Varieties of Religious Experience: A Study in Human Nature (1902), ISBN 0-14-039034-0 (Ned. vert. Vormen van religieuze ervaring. Een onderzoek naar het wezen van de mens. Amsterdam: Abraxas, 2005)
- Pragmatism: A New Name for Some Old Ways of Thinking (1907), Hackett Publishing 1981: ISBN 0-915145-05-7, Dover 1995: ISBN 0-486-28270-8
- A Pluralistic Universe (1909), Hibbert Lectures, University of Nebraska Press 1996: ISBN 0-8032-7591-9
- The Meaning of Truth: A Sequel to "Pragmatism" (1909) Prometheus Books, 1997: ISBN 1-57392-138-6
- Some Problems of Philosophy: A Beginning of an Introduction to Philosophy (1911), University of Nebraska Press 1996: ISBN 0-8032-7587-0
- Memories and Studies (1911) Reprint Services Corp: 1992: ISBN 0-7812-3481-6
- Essays in Radical Empiricism (1912) Dover Publications 2003, ISBN 0-486-43094-4
  - critical edition, Frederick Burkhardt and Fredson Bowers, editors. Harvard University Press 1976: ISBN 0-674-26717-6 (includes commentary, notes, enumerated emendations, appendices with English translation of "La Notion de Conscience")
- Letters of William James, 2 vols. (1920)
- Collected Essays and Reviews (1920)
- Ralph Barton Perry, The Thought and Character of William James, 2 vols. (1935) Vanderbilt University Press 1996 reprint: ISBN 0-8265-1279-8 (contains some 500 letters by William James not found in the earlier edition of the Letters of William James)
- William James on Psychical Research (1960)
- The Correspondence of William James, 12 vols. (1992–2004) University of Virginia Press, ISBN 0-8139-2318-2
- The Dilemma of Determinism